# Gunnar Lindqvist (museiman)
Karl Gunnar Lindqvist, född 22 januari 1929, död 20 februari 2022 i Linköping, var en svensk museiman och författare.
Lindqvist var uppvuxen på Södermalm i Stockholm och var verksam i Stockholm, Jönköping och Linköping. Lindqvist var filosofie licentiat i konstvetenskap och tjänstgjorde vid Historiska museet, Riksantikvarieämbetet och Nationalmuseum. Han var landsantikvarie och chef för Jönköpings läns museum 1965–1984 och tillträdde därefter motsvarande befattningar i Östergötland och verkade där till pensioneringen 1995. Hans författarskap spänner från svenska nutida konstnärer till kyrkobyggnader och stadshistoria.
Gunnar Lindqvist var från 1952 till sin död gift med keramikern Amie Stålkrantz. Han är begravd på Västra griftegården i Linköping.

## Utmärkelser
- 1994 Hedersdoktor vid Linköpings universitet
- 2002 Ledamot av Hagdahlsakademien
- 2003 Rolf Wirténs kulturpris
- Bengt Cnattingiuspriset